# Skalice (Hradec Králové)
Skalice é uma comuna checa localizada na região de Hradec Králové, distrito de Hradec Králové‎.